# Frota Beiyang
A Frota Beiyang (Frota Pei-yang; chinês simplificado: 北洋舰队; chinês tradicional: 北洋艦隊; pinyin: Běiyáng Jiànduì; Wade–Giles: Pei-yang Chien-tui; tradução literal: 'Frota do Mar do Norte', alternativamente Frota dos Mares do Norte) foi uma das quatro marinhas chinesas modernizadas no final da dinastia Qing. Entre as quatro, a Frota Beiyang foi particularmente patrocinada por Li Hongzhang, um dos vassalos mais confiáveis da Imperatriz Viúva Cixi e o principal patrono do movimento de "auto-fortalecimento" no norte da China, em sua função de vice-rei de Zhili e Ministro do Comércio de Beiyang (北洋通商大臣). Devido à influência de Li na corte imperial, a Frota Beiyang recebeu recursos muito maiores do que as outras frotas chinesas e logo se tornou a marinha dominante na Ásia antes do início da Primeira Guerra Sino-Japonesa de 1894-1895. Ela era a maior frota da Ásia e a oitava maior do mundo em termos de deslocamento no final da década de 1880.